# Serica regia
Serica regia är en skalbaggsart som beskrevs av Brenske 1894. Serica regia ingår i släktet Serica och familjen Melolonthidae. Inga underarter finns listade i Catalogue of Life.